# Saint-Barthélemy-Lestra
Saint-Barthélemy-Lestra este o comună în departamentul Loire din sud-estul Franței. În 2009 avea o populație de 688 de locuitori.

## Evoluția populației
| An        | 1975 | 1982 | 1990 | 1999 | 2006 | 2009 |
| --------- | ---- | ---- | ---- | ---- | ---- | ---- |
| Populație | 493  | 476  | 533  | 582  | 673  | 688  |